# آب، باد، خاک
آب، باد، خاک فیلمی ایرانی به کارگردانی امیر نادری محصول سال ۱۳۶۴ است. این فیلم آخرین فیلم نادری در ایران بود که پس از سه سال توقیف در در سال ۱۳۶۷ در سینما عصر جدید به نمایش درآمد.

## جوایز
- جایزه بزرگ بهترین فیلم جشنواره سه قاره نانت، فرانسه، ۱۹۸۹